# Der Lone Ranger – Reiter mit der Maske
Der Lone Ranger – Reiter mit der Maske  (im Original The Lone Ranger) ist eine US-amerikanische animierte Western-Zeichentrickserie. Die Serie wurde im Original mit 26 Episoden in zwei Staffeln zwischen 1966 und 1968 ausgestrahlt. Jede Episode beinhaltet drei Minifolgen. In Deutschland wurden die Minifolgen teilweise separat ausgestrahlt.

## Handlung
Die Serie basiert auf der Figur des Lone Ranger und seinem indianischen Freund Tonto, die im Wilden Westen für Gerechtigkeit kämpfen. Erfunden wurde die Figur 1933 von Fran Striker und George W. Trendle. Die Zeichentrickserie folgte einer erfolgreichen Reihe mit Hörspielen im Radio, der Fernsehserie The Lone Ranger und Kinofilmen.
Die Handlung folgt einer kindgerechten Darstellung und ohne direkten Bezug zur Vorlage. Die einzelnen Episoden sind in sich abgeschlossen. Ähnlich wie in der Serie Verrückter wilder Westen wird das Genre in einzelnen Folgen mit Elementen anderer Gattungen gemischt, etwa mit Science-Fiction oder Übernatürlichem wie Zauberei. So treffen die Hauptfiguren beispielsweise auf Wikinger, Ritter, Hexen, verrückte Wissenschaftler, Roboter, Spielzeugsoldaten und Piraten.

## Episoden
| Nr. (ges.) | Nr. (St.) | Deutscher Titel                                                                    | Originaltitel                                                                           | Erstausstrahlung USA |
| ---------- | --------- | ---------------------------------------------------------------------------------- | --------------------------------------------------------------------------------------- | -------------------- |
| 1          | 1         | Der Trickser / Höhlenmenschen / Das Ungetüm                                        | The Trickster / The Crack Of Doom / The Human Dynamo                                    | 10. Sep. 1966        |
| 2          | 2         | Die Geisterreiter / Der Zorn des Sonnengottes / Der Tag des Drachens               | Ghost Riders / Wrath of the Sun / Day of the Dragon                                     | 17. Sep. 1966        |
| 3          | 3         | Die Bedrohung aus dem Berg / Katzenmenschen / Die Nacht des Vampirs                | The Secret Army Of General X / The Cat People / Night Of The Vampire                    | 24. Sep. 1966        |
| 4          | 4         | Bärenpranke / Jäger und Gejagte / Mephisto                                         | Bearclaw / The Hunter And The Hunted / Mephisto                                         | 1. Okt. 1966         |
| 5          | 5         | Die Rache des Maulwurfs / Froschmenschen / Gefährliches Spielzeug                  | Revenge of the Mole / The Frog People / Terror in Toyland                               | 8. Okt. 1966         |
| 6          | 6         | Die schwarze Maske der Rache / Die Opfergabe / Der Puppenspieler                   | Black Mask of Revenge / The Sacrifice / Puppet Master                                   | 15. Okt. 1966        |
| 7          | 7         | Im Tal der Toten / Der Wald des Todes / Die Fliege                                 | Valley of the Dead / Forest of Death / The Fly                                          | 22. Okt. 1966        |
| 8          | 8         | In letzter Minute / Die Geisterkrieger / Die Spielzeugarmee                        | A Time to Die / Ghost Tribe of Comanche Flat / Attack of the Lilliputians               | 29. Okt. 1966        |
| 9          | 9         | Räuber in der Manege / Der Tapferkeitsbeweis / Der Kult der schwarzen Witwe        | Circus of Death / The Brave / Cult of the Black Widow                                   | 5. Nov. 1966         |
| 10         | 10        | Eine lebende Legende / Der König der Schneemenschen / Piraten in der Prärie        | El Conquistador / Snow Creature / The Prairie Pirate                                    | 12. Nov. 1966        |
| 11         | 11        | Der Silbermann / Das schreckliche Flüstern / Sabotage                              | Man of Silver / Nightmare in Whispering Pine / Sabotage                                 | 19. Nov. 1966        |
| 12         | 12        | Superhirn / Die letzten Wikinger / Das Flußungeheuer                               | Mastermind / The Lost Tribe of Golden Giants / Monster of Scavenger Crossing            | 7. Jan. 1967         |
| 13         | 13        | Der schwarze Panther / Thomas der Große / Die Insel der Spinnengöttin              | The Black Panther / Thomas the Great / Island of the Black Widow                        | 14. Jan. 1967        |
| 14         | 1         | Flußpiraten / Entscheidung am Totenkopfpaß / Der verrückte Wissenschaftler         | Paddle Wheeling Pirates / A Day at Death's Head Pass / The Mad, Mad, Mad, Mad Scientist | 9. Sep. 1967         |
| 15         | 2         | Der junge Revolverheld / Der Medizinmann / Die Himmelsbanditen                     | The Kid / Stone Hawk / Sky Raiders                                                      | 16. Sep. 1967        |
| 16         | 3         | Mr. Smith, der Detektiv / Tonto und der Teufelsgeist / Der Glasmann                | The Man from Pinkerton / Tonto and the Devil Spirits / The Deadly Glassman              | 23. Sep. 1967        |
| 17         | 4         | Der schwarze Ritter / Taka / Feuerregen                                            | The Black Knight Of Death / Taka / Fire Rain                                            | 30. Sep. 1967        |
| 18         | 5         | Der Hexer / Herr der Wölfe / Tödliche Jagd                                         | The Secret of Warlock / Wolfmaster / Death Hunt                                         | 7. Okt. 1967         |
| 19         | 6         | Überfall auf den Geldtransport / Der Feuergott / Der eiserne Riese                 | The Terrible Tiny Tom / Fire Monster / The Iron Giant                                   | 14. Okt. 1967        |
| 20         | 7         | Die falschen Sheriffs / Puppenzauber / Es kam aus dem Untergrund                   | Town Tamers, Inc. / Curse of the Devil Doll / It Came from Below                        | 21. Okt. 1967        |
| 21         | 8         | Schwarzer Pfeil / Der Regenmacher / Duell in der Luft                              | Black Arrow / The Rainmaker / Flight of the Hawk                                        | 28. Okt. 1967        |
| 22         | 9         | Der Rächer / Entscheidung am Barnaby Bend / Kampf gegen Puppen                     | The Avenger / Battle at Barnaby's Bend / Puppetmaster's Revenge                         | 4. Nov. 1967         |
| 23         | 10        | Die Bienenkönigin / Königreich der Angst / Quicksilver                             | Reign of the Queen Bee / Kingdom of Terror / Quicksilver                                | 11. Nov. 1967        |
| 24         | 11        | Ein Indianer namens Smith / Destructo schlägt wieder zu / Zwei glorreiche Banditen | The Legend of Cherokee Smith / The Day the West Stood Still / Border Rats               | 18. Nov. 1967        |
| 25         | 12        | Sklavenhändler / Gespenst des Todes / Der glückliche Mr. Happy                     | Lash and the Arrow / Spectre of Death / Mr. Happy                                       | 6. Jan. 1968         |
| 26         | 13        | Im Goldrausch / Der Vogelmensch / Dr. Destructo                                    | Mr. Midas / The Birdman / Dr. Destructo                                                 | 13. Jan. 1968        |